# Wojsławiec (Rynarzewo)
Wojsławiec (niem. Hammermühle) – przysiółek wsi Rynarzewo, w Polsce, w województwie kujawsko-pomorskim, w powiecie nakielskim, w gminie Szubin.
W latach 1950–1998 miejscowość administracyjnie należała do województwa bydgoskiego.